# Titia Hoogendorn
 (janvier 2019).
Si vous disposez d'ouvrages ou d'articles de référence ou si vous connaissez des sites web de qualité traitant du thème abordé ici, merci de compléter l'article en donnant les références utiles à sa vérifiabilité et en les liant à la section « Notes et références ».
Pour les articles homonymes, voir Hoogendorn.
Titia Hoogendorn, née le 17 août 1989 à Bennekom, est une actrice et metteuse en scène néerlandaise.

## Filmographie

### Cinéma et téléfilms
- 2005 : The Child : Madelie
- 2006 : Fok jou! (nl) : Eva
- 2007 : Flikken Maastricht : Ilse Kootwijk
- 2007-2010 : SpangaS : Picaroon
- 2009 : SpangaS op Survival (nl) : Fay Picaroon
- 2010 : Tirza :Ester
- 2014 : Suspicious Minds : Mia
- 2018 : Vakkenvullers (nl) : Gerda
- 2019 : The Way To Paradise : Floor

## Théâtre
- 2002 : Er komt een engel naar Babylon de Daan Overeem
- 2004 : Mijn zus en ik de Edgard Geurink
- 2005 : Muurbloemen de Edgard Geurink
- 2007 : Rock your body (créatrice de la pièce)
- 2007 : Antigone de Louis Lemaire
- 2007 : De zwavelstokken de Marlou Stolk